# The Silence
Pour les articles homonymes, voir Silence (homonymie).
Pour plus de détails, voir Fiche technique et Distribution.
The Silence ou Un silence de mort au Québec est un film d'horreur post-apocalyptique germano-américain réalisé par John R. Leonetti, sorti en 2019 sur Netflix. Il s'agit de l’adaptation du roman du même nom de l’auteur Tim Lebbon.

## Synopsis
À la suite d'une exploration de grotte, des scientifiques mettent au jour de terrifiantes créatures, ressemblant à des ptérodactyles, qui envahissent la Terre et tuent la population, aussi bien humaine qu'animale, en la repérant aux bruits qu’elle produit.

## Fiche technique
- Titre original : The Silence
- Titre québécois : Un silence de mort
- Réalisation : John R. Leonetti
- Scénario : Carey Van Dyke et Shane Van Dyke, d’après le roman du même nom de Tim Lebbon
- Décors : Andrew Joyce
- Photographie : Michael Galbraith
- Montage : Michele Conroy
- Costumes : Léa Carlson
- Musique : Tomandandy
- Production : Hartley Gorenstein, Robert Kulzer, Scott Lambert et Alexandra Milchan
- Sociétés de production : Constantin Film et EMJAG Productions
- Société de distribution : Netflix
- Pays de production :  États-Unis,  Allemagne
- Langue originale : anglais
- Format : couleur
- Genre : horreur post-apocalyptique
- Durée : 90 minutes
- Date de sortie : Monde : 10 avril 2019 sur Netflix

## Distribution
- Stanley Tucci (VF : Bernard Alane) : Hugh Andrews
- Kiernan Shipka (VF : Camille Donda) : Ally
- Miranda Otto (VF : Rafaèle Moutier) : Kelly Andrews
- Kate Trotter (VF : Colette Marie) : la mère de Kelly
- John Corbett (VF : Jérôme Keen) : Glenn, ami de la famille
- Kyle Breitkopf (VF : Cécile Gatto) : Jude
- Dempsey Bryk (VF : Pascal Grull): Rob
- Billy MacLellan : le révérend